# Elne (kanton)
Elne er en fransk kanton beliggende i departementet Pyrénées-Orientales i regionen Languedoc-Roussillon.
Elne består af 7 kommuner :
- Elne (hovedby)
- Villeneuve-de-la-Raho
- Bages
- Corneilla-del-Vercol
- Montescot
- Théza
- Ortaffa

## Historie
Kantonen Elne blev oprettet 25. januar 1982, da den blev udskilt fra Perpignan IV. Oprindeligt bestod den af kommunerne Elne, Villeneuve-de-la-Raho, Corneilla-del-Vercol, Montescot og Théza. 31. januar 1985 blev Bages og Ortaffa overført fra kantonen Thuir.
42°36′00″N 2°58′00″Ø / 42.6°N 2.9667°Ø